# Florence Stephens

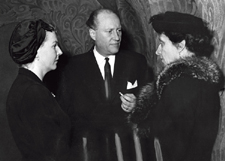
Fröken Florence Stephens (t h) i samtal med prins Carl Bernadotte och hans maka Ann Larsson utanför rättssalen 1957

Florence Elisabet Stephens, född 5 oktober 1881 i Skatelövs församling, Kronobergs län, död 2 april 1979, känd som Fröken på Huseby, var en svensk godsägare på Huseby Bruk. Hon blev känd som offer för de bedrägerier som kallats Husebyaffären, en av de stora mediahändelserna under svenskt 1950- och tidigt 1960-tal.

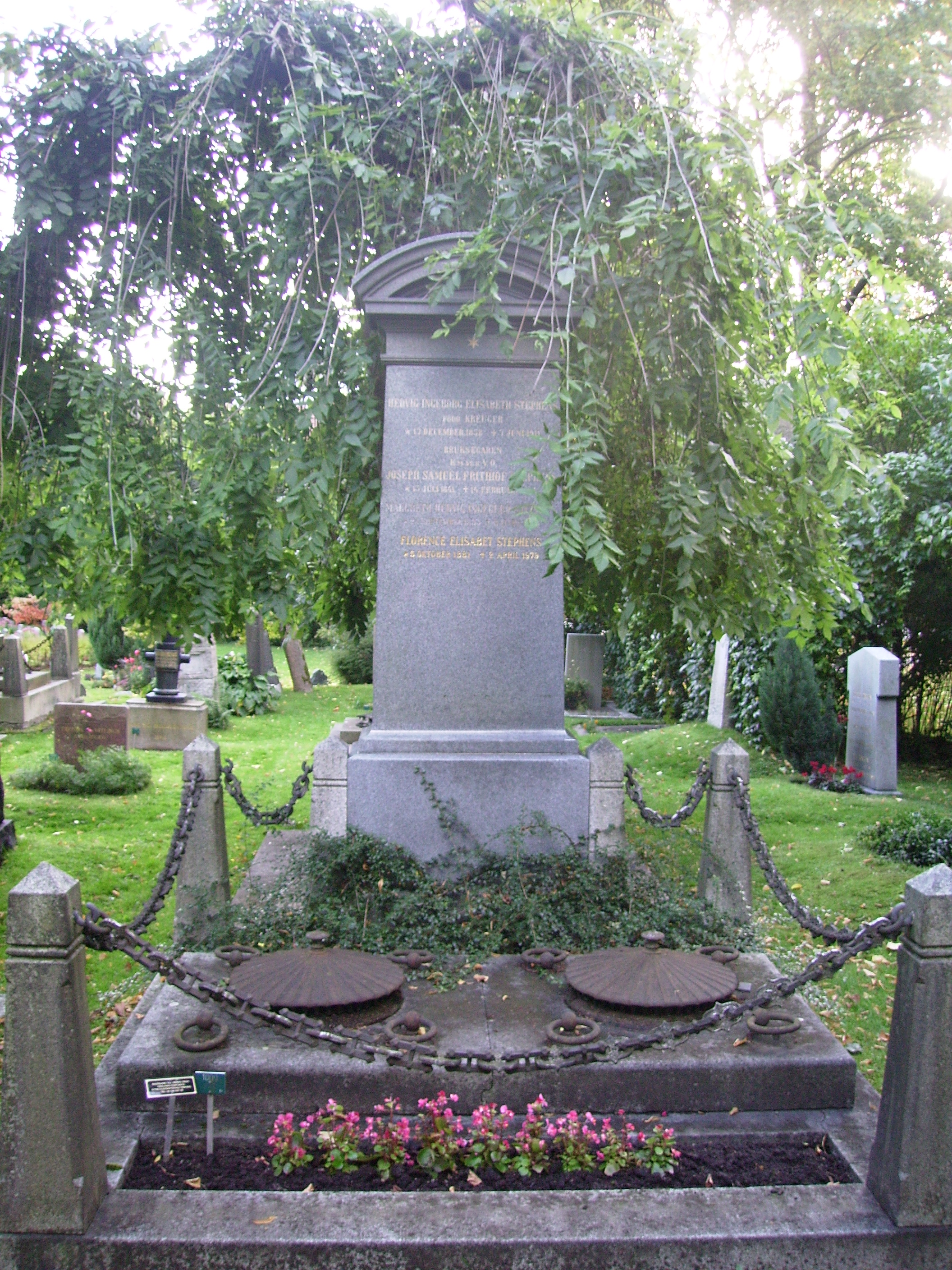
Florence Stephens gravvård på Solna kyrkogård.

## Biografi

### Bakgrund
Florence Stephens var äldsta dotter till bruksägaren Joseph Stephens och Elisabeth Kreüger på Huseby bruk. Vidare var hon sondotter till filologen George Stephens. Hon fick en grundlig allmänbildning som syftade till att göra henne till en "societetsdam". Hon behärskade flera språk och var mycket konstintresserad. Under 1920-talet kom hon att engagera sig starkt i vattenfrågorna i landet och satt som representant i vattendomstolen under fler tvistefrågor. Hon var engagerad i djurskyddsfrågor, och hennes filantropiska verksamhet till behövande i Sverige och utomlands var stor, men väl dold för allmänheten.
År 1934 ärvde Stephens godset Huseby av sin far, medan de andra stora fädernegårdarna Torne (Västra Torsås socken, förvärvat 1888 till Huseby) och Lästad (Blädinge socken) gick till systern Mary och systern Maggie fick det gamla järnbruksgodset Ålshult (Almundsryds socken). Florence Stephens förlorade vid arvskiftet faderns gamla trotjänare (främst förvaltarna August Johnsson och Arvid Almskog samt betjänten Carl Sjösten) som följde med systrarna, och hon fick nu förlita sig på nytt folk. Detta ledde till att hon blev beroende av okunniga rådgivare och förvaltare som inte visste mycket om godsskötsel och som skodde sig på hennes bekostnad (förvaltaren Carl Gunnar Grennström lät hugga ned skog och avyttrade virket för egen räkning).

### Fastighetsaffärer
Florence Stephens gjorde dock även flera fastighetsaffärer som ur ekonomisk synvinkel var mycket fördelaktiga då de genomfördes. Under 1930-talet inköptes flera gårdar i bland annat Jönköpings län. Några av dessa var Nennesmo, Mässeberg och Häryds bruk i Gnosjö socken. Sistnämnda egendom med verksamhet kom att ingå som del i Husebykoncernen ("H-koncernen"). Gårdar förvärvades också i Kalvsviks socken, bland annat i Kalvshaga, som efter Husebyskandalen förvärvades av Växjö kommun.
Florence Stephens var en ivrig rojalist och utsåg så småningom prins Carl Bernadotte till sin arvinge och rådgivare. Carl Bernadotte och Florence Stephens skapade företaget AB HB-produkter på Huseby. Vid AB HB-produkter producerades bland annat de kända Stringhyllorna. Prinsen, som hade måttliga ekonomiska kunskaper, ledde företaget, som snart kom att gå med förlust.

## Husebyskandalerna
På grund av dåliga rådgivare tömdes Huseby bruk på stora tillgångar. Det bedrevs under 1940-talet en vårdslös skogsavverkning och växelaffärerna kring AB HB-Produkter samt Huseby bruk AB ledde till att kassan sinade i bolagen och rörelsekapitalet förbrukades. H-koncernen bestod av tre olika verksamhetsdelar, AB Häryd AB (i Gnosjötrakten), AB HB-Produkter och Huseby bruk AB. Bokföring och transaktionsunderlag för dessa tre var uselt fört och de olika bolagens ekonomi visade sig vid undersökning ha blandats och förts felaktigt.
Till Huseby kom under 1950-talet en man vid namn Berl Gutenberg, som kom att bli direktör för bolaget. Han gjorde stora egna vinster på Husebys och Florence Stephens bekostnad. Hästar, bilar och båtar inköptes som fröken på Huseby betalade, men som aldrig existerade i sinnevärlden. Stora växeltransaktioner förekom med Berl Gutenberg och hans bror Dan Gutenberg samt flera lokala affärsmän och även nationellt dåtida kända personer (Gerard De Geer och fastighetskungen Gunnar Läggeberger) var inblandade i dessa skumraskaffärer. Det hela blev känt som "Husebyskandalerna" och begreppet "lurifaxarna på Huseby" myntades om dessa så kallade "kavaljerer".
Under 1940- och 1950-talet kom en stor arbetsinvandring av danskar, balter och finnar till Huseby. En stor konflikt med finska skördearbetare som inte fick sina löner uppstod 1955. År 1956 begärde Skatelövs socialistiska arbetarekommun, som hade makten i det lokala kommunfullmäktige, att Florence Stephens skulle omyndigförklaras för att undvika att arbetarna på godsets trävarufabrik skulle bli uppsagda och deras familjer hamna på obestånd. Det var ett hårt slag då Florence på Huseby var mycket omtyckt av sina arbetare och deras familjer.
Florence Stephens förmåddes år 1957 begära sig själv omyndigförklarad för att undvika ytterligare ekonomiska förluster och rädda arbetarnas familjer ifrån arbetslöshet. Det första den tillsatta förmyndaren, advokat Olof Malmqvist, gjorde var dock att sätta bolagen på Huseby (AB HB-produkter och Huseby bruk AB) i konkurs och arbetarna fick sluta – tvärtemot syftet med omyndighetsförklaringen. Processerna drog ut från 1957 ända till år 1962. Som omyndigförklarad utsattes Florence Stephens för en hård och enligt uppgift förödmjukande behandling av förmyndaren Olof Malmqvist, och möttes av stor sympati och fick många brev från allmänheten. En del som grävdes fram i media om hennes "kavaljerer" ansågs dock skandalöst.
Författaren Vilhelm Moberg skrev under denna tid sitt skådespel "Sagoprinsen", som handlar om en äldre rik dam som förtjusar sig i den världsvane och kultiverade prinsen, vilken med sina vänner lurar av damen stora penningbelopp. Pjäsen blev upphov till en konflikt mellan Moberg och Stephens, vilken dock förbyttes i innerligt varm vänskap när de väl träffats på Huseby och pratat ut. Moberg var sedan den som aktivt tog upp kampen i pressen för att fröken på Huseby åter skulle bli myndigförklarad. Hon återvann rättskapacitet 1975, men återfick aldrig kontrollen över godset. Hon testamenterade senare bruket till staten.

## Florence Stephens brevsamling
Efter hennes död 1979 överlämnades en samling brev, som Stephens fått från Oscar II, till det privata Bernadotteska familjearkivet på Stockholms slott, till vilket hon testamenterat dem, på villkoret att de skulle hemligstämplas i 30 år. Det förekom spekulationer bland traktens bönder om att Florence Stephens skulle varit dotter utom äktenskapet till Oscar II; baserat på den kungliga familjevänskapen och kungafamiljens besök på godset. Hemligstämpeln av breven skulle gått ut år 2009, men denna förlängdes av Carl XVI Gustaf fram till 2035. Vid ett framtida hävande av brevväxlingens konfidentiella status är det huvudmannen för familjearkivet, som avgör om breven skall göras tillgängliga för forskning.